# Inestabilidad genómica
Normalmente, todas las células de un individuo de una especie dada (animal o vegetal) presentan un número constante de cromosomas, formando lo que constituye el cariotipo que define esa especie (véase también constancia del número de cromosomas), aunque algunas especies presentan una alta variabilidad cariotípica.
Cuando, en una especie con un cariotipo estable, se producen variaciones que modifican al azar el número normal de cromosomas, o bien se observan alteraciones estructurales (deleciones, translocaciones, etc.) que modifican el complemento cromosómico celular, se dice que presenta inestabilidad genómica (o genética, o a veces, cromosómica). El proceso de inestabilidad genómica conduce habitualmente a una situación de aneuploidía, en la cual las células presentan un número mayor o menor del complemento normal de la especie. Las situaciones de inestabilidad genómica (así como la aneuploidía) son muy frecuentes en células cancerosas, constituyendo de hecho una "marca distintiva" de estas células.
Se cree que los tumores espontáneos (no familiares) se originan debido a la acumulación de varios errores genéticos. Cualquier lesión genética que incremente la tasa de mutación tendrá como consecuencia un aumento en la adquisición de nuevas mutaciones y aumentarán la probabilidad de desarrollo de un cáncer. Se sabe que, durante el proceso de tumorogénesis, las células diploides adquieren mutaciones en genes responsables del mantenimiento de la integridad del genoma (caretaker genes) y en genes que controlan directamente la proliferación celular (gatekeeper genes). La inestabilidad genética puede generarse por mutaciones individuales en un gen concreto, por pérdida o ganancia de cromosomas o, lo que parece ser más frecuente, por reorganizaciones a gran escala de los cromosomas. Los ciclos de ruptura-fusión-puente (BFB cycle, del inglés Breakage-Fusion-Bridge cycle), caracterizados por la aparición de fusiones en los extremos de los cromosomas y su posterior ruptura, son una fuente importante de inestabilidad genómica. La pérdida de la estabilidad genética favorece el desarrollo de tumores, ya que favorece la aparición de mutantes que pueden ser seleccionados. 
El modelo mutacional en la generación de tumores lleva implícitas dos conclusiones, hoy ampliamente aceptadas:
1. La aneuploidía se desarrolla progresivamente a partir de una célula diploide, debido a la continua pérdida, ganancia y reorganización cromosómica y
2. Una vez que se ha perdido un gen que controla la proliferación celular (un gatekeeper), el caos cromosómico es continuo, lo que resulta en inestabilidad cromosómica.